# Гјат
Гјат (/ɡјɑːт/ ; скраћеница од Goddamn; ен. Gyat или Gyatt или Gyattt) је израз из афроамеричког енглеског. Реч је изворно коришћена као узвик. Током 2020-их, реч је доживела семантичку промену и добила додатно значење „особе, обично жене, са великом задњицом и понекад фигуром пешчаног сата“.
Са мало другачијим дефиницијама, Гјат је 2022. године био виралан на платформи ТикТок, делом због честе употребе од стране разних онлајн стримера.
Израз је претворен у интернет мим, посебно кориштен и популаризован од стране Генерације Алфа.
Садашње значење термина Гиат сковао је онлајн стреамер YourRAGE, који га је користио да опише физички привлачну жену, а популаризирао га је Кај Синет, амерички твичер.
Према Legit.n, термин обично користе „момци када виде девојку, обично са типом тела са облинама“, а може се користити и за означавање ентузијазма или узбуђења.